# Johannes Borgwardt
Johannes Karl Stephan Borgwardt (* 28. September 1885 in Klüss bei Güstrow, Großherzogtum Mecklenburg-Schwerin; † 4. Oktober 1943 in Duisburg) war ein deutscher Architekt.

## Leben
Nach seiner Lehre als Maurer und der bestandenen Gesellenprüfung war Borgwardt als Bauführer tätig. Er war Studierender an der Baugewerkschule und Gasthörer an der Technischen Hochschule (Berlin-)Charlottenburg. Ab 1907 wurde er als Architekt in der Entwurfsabteilung des städtischen Hochbauamts in Rixdorf (alter Name des Berliner Stadtbezirks Neukölln) beschäftigt, die vom Architekten John Martens geleitet wurde. Nachdem der Architekt Robert Friedrich Goetze 1924 als zweiter Leiter der Entwurfsabteilung des Neuköllner Hochbauamts ausgeschieden war, wurde Johannes Borgwardt dessen Nachfolger. Bis 1942 hatte er diese Stellung als Stadtbaumeister im Hochbauamt Neukölln inne. Wegen des Zweiten Weltkrieges kamen alle Bauvorhaben zum Stillstand und Borgwardt wurde am 20. Mai 1942 zum Leiter der Karten- und Abrechnungsstelle im Rathaus Neukölln ernannt.
In den 1920er Jahren gehörte Borgwardt zu den Vertretern des Neuen Bauens in Neukölln. 1926 erfolgte auf Grund seines Entwurfs die Erweiterung der medizinischen Abteilung für Frauen im Stadtbad Neukölln, 1927 entwarf er die (nicht erhaltenen) eingeschossigen Kioske an der Karl-Marx-Straße/Flughafenstraße in Neukölln, mit seinem Kollegen Camillo Martinec entwarf Borgwardt die Schutzhalle, 1927 als Anbau an der vom Neuköllner Stadtbaurat Hermann Weigand projektierten neogotischen Kapelle auf dem Tempelhofer Parkfriedhof; 1927/1928 Abort- und Umkleidehaus und die Liegehalle im Volkspark Neukölln (Oderstraße); mit Martinec 1928/1929 Entwurf der Doppelturnhalle mit Kino für die Schule in der Morusstraße in Neukölln; 1928 Entwurf der Turnhalle für die Lessingschule in der Thomasstraße in Neukölln; 1930 Entwurf des Dienstgebäudes für das Krankenhaus in der Hasenheide (im Zweiten Weltkrieg zerstört).